# Rapport Wolfenden

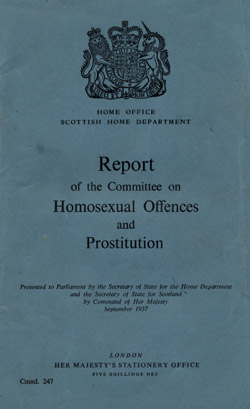

Le Rapport Wolfenden est un rapport publié en 1957 au Royaume-Uni, qui préconisait pour la première fois la décriminalisation des activités homosexuelles entre adultes consentants. Il fut écrit par un comité de 15 personnes, dirigé par Lord Wolfenden.
Il joua un rôle essentiel dans la promulgation de la loi décriminalisant l'homosexualité en 1967, le Sexual Offences Act 1967.